# Cala Major (barri)
Cala Major és un barri ubicat a la costa sud-oest de Mallorca, a poca distància del centre de Palma, que pren el nom de la cala homònima entorn de la qual està organitzat. És una zona residencial envoltada de promontoris escarpats de la badia de Palma, totalment urbanitzat. El Palau de Marivent, residència d'estiu de la família reial espanyola, es troba en un promontori amb vista a les sorres daurades i la badia. Era un lloc molt popular en els primers anys del boom dels viatges combinats, però després va disminuir la seva popularitat i es va convertir en una zona residencial, afavorit per la gent de la ciutat de Palma.

## Localització
Cala Major està situat a l'oest del port, entre Portopí i el barri de Sant Agustí, al districte de Ponent. El nom prové de la platja homònima, situada al sud del barri. En els darrers anys han construït entorn de 50 hotels i nombrosos apartaments. És el segon barri en nombre d'habitants forans: l'any 2018 hi havia censats 6.210 habitants el 45,7% dels quals eren estrangers

## Límits
Cala Major limita amb els barris següents:
- Sant Agustí
- La Bonanova
- Portopí

## Transport
Amb autobús el barri queda connectat mitjançant les següents línies de l'EMT: 
| Línia | Trajecte                        | Recorregut       | Freqüència laborables |
| ----- | ------------------------------- | ---------------- | --------------------- |
| 4     | Illetes - Plaça de les Columnes | Vegeu recorregut | 12 minuts             |
| 46    | La Bonanova - Gènova - Sindicat | Veure recorregut | 20 minuts             |